# Miguel Gutiérrez (hiszpański piłkarz)
Miguel Gutiérrez Ortega (ur. 27 lipca 2001 w Madrycie) – hiszpański piłkarz, występujący na pozycji obrońcy w hiszpańskim klubie Girona. Były młodzieżowy reprezentant Hiszpanii. Wychowanek Realu Madryt.

## Kariera klubowa
Gutiérrez rozpoczął karierę w akademii Getafe, zanim dołączył do Realu Madryt w 2011 roku. Latem 2019 roku Gutiérrez został wprowadzony do pierwszej drużyny przez trenera Zinédine’a Zidane’a, aby wziąć udział w Audi Cup, po kontuzji debiutanta Ferlanda Mendy’ego. Był wtedy pierwszym zawodnikiem z ośrodka szkoleniowego Realu Madryt urodzonym w 2001 roku, który dołączył do pierwszego zespołu. Zawodowo zadebiutował w Realu Madryt 21 kwietnia 2021 roku, wchodząc jako rezerwowy w wygranym 3:0 meczu z Kadyksem. Jego pierwszy start miał miejsce 15 maja 2021 roku, w wygranym 4-1 meczu przeciwko Granadzie.
5 sierpnia 2022 przeszedł do Girony za 4 miliony euro, ale Real zachował 50% jego praw.

## Statystyki kariery

### Klubowe
(aktualne na dzień 31 marca 2024)
| Klub                 | Sezon              | Liga                  | Liga  | Liga   | Puchar kraju | Puchar kraju | Europa | Europa | Inne  | Inne   | Suma  | Suma   |
| Klub                 | Sezon              | Liga                  | Mecze | Bramki | Mecze        | Bramki       | Mecze  | Bramki | Mecze | Bramki | Mecze | Bramki |
| -------------------- | ------------------ | --------------------- | ----- | ------ | ------------ | ------------ | ------ | ------ | ----- | ------ | ----- | ------ |
| Real Madryt Castilla | 2020/21            | Segunda Division B    | 15    | 1      | —            | —            | —      | —      | —     | —      | 15    | 1      |
| Real Madryt Castilla | 2021/22            | Primera Division RFEF | 10    | 2      | 0            | 0            | 0      | 0      | —     | —      | 10    | 2      |
| Real Madryt Castilla | Łącznie            | Łącznie               | 25    | 3      | 0            | 0            | 0      | 0      | 0     | 0      | 25    | 3      |
| Real Madryt          | 2020/21            | La Liga               | 6     | 0      | 0            | 0            | —      | —      | —     | —      | 6     | 0      |
| Real Madryt          | 2021/22            | La Liga               | 3     | 0      | 0            | 0            | 1      | 0      | —     | —      | 4     | 0      |
| Real Madryt          | Łącznie            | Łącznie               | 9     | 0      | 0            | 0            | 1      | 0      | 0     | 0      | 10    | 0      |
| Girona FC            | 2022/23            | La Liga               | 34    | 2      | 2            | 0            | —      | —      | —     | —      | 36    | 2      |
| Girona FC            | 2023/24            | La Liga               | 28    | 1      | 5            | 0            | —      | —      | —     | —      | 33    | 1      |
| Girona FC            | Łącznie            | Łącznie               | 62    | 3      | 2            | 0            | 0      | 0      | 0     | 0      | 69    | 3      |
| Łącznie w karierze   | Łącznie w karierze | Łącznie w karierze    | 101   | 6      | 7            | 0            | 1      | 0      | 0     | 0      | 109   | 6      |

## Sukcesy
Real Madryt
- Liga Mistrzów UEFA: 2021–22

- Liga Młodzieżowa UEFA: 2019–20

Hiszpania U-19
- Mistrzostwa Europy do lat 19: 2019